# Anniet
Anacarina Calvo Losada, (n. Caracas, Venezuela, 13 de septiembre), conocida por su nombre artístico Anniet, es una cantante, compositora y productora discográfica, quien se dio a conocer por sus sencillos promocionales "Vivir Sin Ti", "¿A Dónde Vas?" y "El Tamborilero", en cuyo tema participan de invitados Victor Drija, Tico El Inmigrante y el dúo Rosman y Joseph (exintegrantes de Cubi-k)

## Biografía
Anniet nace en Caracas, Venezuela y es hija de la venezolana Zoilita Losada y el argentino Roberto Calvo de quien obtiene la nacionalidad argentina. 
Comenzó a apasionarse por la música desde temprana edad, dirigida por su padre en el arte del canto. Estudió técnica vocal con profesores como Janice Williams y fue más adelante en la Escuela Contemporánea de la Voz, donde, además de estudiar canto, cursó materias como lenguaje musical, armonía, entrenamiento auditivo, guitarra, entre otras.
Anniet egresó de la Universidad Simón Bolívar como Ingeniero de Computación dónde obtiene el primer lugar en el XIV Festival de la Voz Universitaria. En el 2003, Anniet se asocia con el productor musical Alessandro Viviani e instalan su propio estudio de grabación, incursionando desde entonces en la producción musical. Ha participado como cantante en el disco "Sin Barreras por la Fe", una producción de la Asociación Civil Kyrios y Líderes Entertainment Group; asimismo ha participado como cantante y productora de comerciales de Radio y Televisión.
Anniet también se ha desarrollado como una reconocida corista y ha acompañado a múltiples cantantes y bandas tales como Mirna Rios, Mirla Castellanos, Diveana, Mulato, Francisco León, Nancy Ramos, Delia, Sitcom, Uptie, entre muchos otros. De igual manera ha participado como corista en discos para artistas entre ellos Luis Moro, Mulato, Valeria y como cantante invitada por artistas internacionales como Charles Kwasi (Holanda) y Andrés Rojas (Holanda) de la disquera Elijah Records.

## Carrera musical

### 2012—presente: ÁlbumAnniet
A principios del 2012, Anniet lanzó a la venta su primera producción discográfica homónima, en la cual participa como productora y compositora de múltiples temas. Grabado en el estudio que posee la cantante, esta placa discográfica contiene 11 temas en español e inglés, en donde se  fusionan el Pop, Rock, R&B e influencias latinas y del hip-hop. En la producción trabaja junto con Alessandro Viviani, quien ha participado en diversas producciones para artistas como: Cubi.k, Mirna Rios, Tico El Inmigrante, Los Lázaros de la Salsa, Manu y Tito (Los Últimos de la Clase). Entre las personas involucradas en el proyecto se encuentra la compositora nominada al Grammy, Shelly Peiken cuyas composiciones han sido interpretadas entre otros por Christina Aguilera, Celine Dion y NSYNC. Mezclado y masterizado en Estados Unidos por Andy Barrow y por el ganador de premios Grammy, Mike Couzzi, quien ha trabajado para artistas de la talla de Santana, Christina Aguilera, Luis Fonsi, Gloria Estefan, Shakira, Juanes, Juan Luis Guerra, Thalia, Alejandro Sanz, Ricky Martin, entre otros. La placa discográfica es una producción de la disquera Doble A Records, C.A., una empresa constituida por Anniet y Alessandro Viviani.
“Vivir sin ti”, compuesto por el exintegrante de la agrupación A punto cinco, Keyén López, es el primer tema promocional con el que se estrena el álbum. Este sencillo logró los primeros lugares en las principales estaciones de radios y televisión tanto en Venezuela como el exterior. De igual manera, el videoclip “Vivir sin ti” obtuvo una alta rotación en el canal de videos musicales HTV, alcanzando una gran aceptación en el público Latinoamericano. El tema también fue promocionado en Panamá, país que visitó a finales del 2012 para una exitosa gira de medios.
En diciembre del mismo año Anniet promocionó una innovadora versión del popular tema navideño, “El Tamborilero” en donde colaboraron sus amigos, Victor Drija, Tico el Inmigrante y el dúo Rosman y Joseph (exintegrantes de Cubi-k). A tan solo 15 días del lanzamiento del tema, el mismo logró ser trending topic en Twitter con el hashtag #TalentoUnidoDeVenezuela, y obtuvo más de 15.000 descargas.
Actualmente Anniet está promocionando un nuevo sencillo titulado “¿A dónde vas?”.  El videoclip oficial de “¿A dónde vas?” ya está disponible en YouTube, al igual que la versión del video para la marca Boombox, que forma parte de un paquete de comerciales que se publicará de forma viral, con la participación de múltiples artistas nacionales e internacionales.

## Discografía
| Álbumes de estudio - 2012: Anniet | Sencillos - «Vivir Sin Ti» - «¿A Dónde Vas?» | Otras canciones - «El Tamborilero» (con Victor Drija, Tico El Inmigrante y el dúo Rosman y Joseph) |